# Borca (Omã)
Borca ou Barca (em árabe: بركاء; romaniz.: Barka) é uma cidade da província de Batina Meridional e capital do vilaiete de Borca, no Omã. De acordo com o censo de 2010, tinha 12 935 habitantes. Compreende uma área de 4,2 quilômetros quadrados.